# باول قالبرايث
باول قالبرايث (بالإنجليزية: Paul Galbraith)‏ هو عازف الغيتار الكلاسيكي بريطاني، ولد في 18 مارس 1964 في إدنبرة في المملكة المتحدة.

## وصلات خارجية
- الموقع الرسمي
- باول قالبرايث على موقع ميوزك برينز (الإنجليزية)
- باول قالبرايث على موقع ديسكوغز (الإنجليزية)